# بروس جاكوبس (لاعب هوكي الحقل)
بروس جاكوبس (بالإنجليزية: Bruce Jacobs) هو لاعب هوكي الحقل جنوب أفريقي، ولد في 27 مارس 1975 في كيب تاون في جنوب أفريقيا.

## وصلات خارجية
- بروس جاكوبس على موقع الاتحاد الدولي للهوكي (الإنجليزية)
- بروس جاكوبس على موقع أوليمبيديا (الإنجليزية)
- بروس جاكوبس على موقع اتحاد ألعاب الكومنولث (مؤرشف) (الإنجليزية)
- بروس جاكوبس على موقع دورة ألعاب الكومنولث 2006 (مؤرشف) (الإنجليزية)